# Konstanty Dzieduszycki
Konstanty Dzieduszycki (ur. 4 lipca 1884 w Izydorówce, zm. 29 maja 1964 w Darenth) – polski hrabia, ziemianin, działacz niepodległościowy, oficer kawalerii Wojska Polskiego, polityk, poseł na Sejm i senator w II Rzeczypospolitej, doktor praw, Adiutant Józefa Piłsudskiego, kawaler Orderu Virtuti Militari.

## Życiorys
Urodził się w Izydorówce, w ówczesnym powiecie żydaczowskim Królestwa Galicji i Lodomerii, w rodzinie hrabiego Edmunda herbu Sas i Aleksandry z Winogrodzkich. Był bratem Przemysława i Aleksandra, podporucznika 6 pułku ułanów oraz wnukiem hrabiego Aleksandra Stanisława. Ukończył gimnazjum, a następnie uniwersytet w Wiedniu, gdzie uzyskał stopień doktora praw.
W czasie I wojny światowej od sierpnia 1914 roku pracował w sztabie I Brygady Legionów Polskich. W listopadzie 1914 roku został adiutantem Józefa Piłsudskiego. 5 marca 1915 roku został awansowany na porucznika. Od sierpnia 1915 roku dowodził plutonem jazdy w 1 pułku ułanów. W czasie walk został ciężko ranny i od lutego 1916 roku przez prawie rok przebywał w szpitalu. W 1917 roku, po kryzysie przysięgowym, został zdegradowany i wcielony do armii austro-węgierskiej. Na przełomie 1917/1918 ukończył Szkołę Oficerów Rezerwy Kawalerii w Stockerau. 
W listopadzie 1918 roku jako dowódca kompanii i szwadronu w grupie ppłk. Michała Tokarzewskiego uczestniczył w odsieczy Lwowa, a następnie do września 1919 roku walczył w 5 pułku piechoty Legionów. Latem 1920 roku był dowódcą Grupy Legionowej, a do listopada tego roku już w stopniu majora był zastępcą dowódcy 5 pułku ułanów. Następnie został bezterminowo urlopowany, pełnił funkcję referenta prawniczego w intendenturze Dowództwa Okręgu Generalnego „Lwów”. W maju 1921 roku został przeniesiony do rezerwy. W 1922 roku został zweryfikowany w stopniu majora ze starszeństwem z dniem 1 czerwca 1919 roku w korpusie oficerów kawalerii. W 1934 roku pozostawał w ewidencji Powiatowej Komendy Uzupełnień Stryj. Posiadał przydział do Oficerskiej Kadry Okręgowej Nr VI.
Był właścicielem folwarku Hyżne i jednocześnie pełnomocnikiem rodzinnych majątków Izydorówka, Sulatycze i Lachowice (łącznie 1670 ha). Po zamachu majowym w 1926 roku zaangażował się w pracę ziemian wschodniogalicyjskich współpracujących z rządem. Politycznie był związany z BBWR.
W 1928 roku został wybrany posłem na Sejm II kadencji (1928–1930) z listy państwowej nr 1 (BBWR) w okręgu wyborczym nr 55 (Złoczów). W Sejmie pracował w komisjach: prawniczej, regulaminowej i nietykalności poselskiej oraz wojskowej (do lutego 1930 roku). W 1934 roku ponownie został adiutantem Józefa Piłsudskiego. W 1935 roku został wybrany zastępcą senatora IV kadencji (1935–1938) z województwa lwowskiego. Po śmierci gen. Bolesława Popowicza (9 stycznia 1937 roku) złożył ślubowanie 17 lutego 1937 roku i został senatorem. W tej kadencji pracował w komisjach skarbowej i wojskowej. Był członkiem zarządu okręgu Związku Legionistów Polskich we Lwowie.
W 1939 zmobilizowany, służył w Ośrodku Zapasowym Podolskiej Brygady Kawalerii w Stanisławowie. Po agresji ZSRR na Polskę 23.09.1939 przeszedł granicę polsko-węgierską w Jabłonicy. Internowany na Węgrzech, polski komendant obozu internowanych w Bergnez. W końcu grudnia 1939 przez Budapeszt przedostał się do Paryża. W Polskich Siłach Zbrojnych oficer łącznikowy Naczelnego Wodza do Rady Narodowej RP. Po upadku Francji w czerwcu 1940 ewakuowany do Wielkiej Brytanii. W latach 1942–1947 członek Wojskowego Trybunału Orzekającego.
Po II wojnie światowej pozostawał na uchodźstwie w Wielkiej Brytanii. Po śmierci został pochowany na cmentarzu Fulham North Sheen.
4 marca 1930 ożenił się z Walerią Capińską. Małżeństwo pozostało bezdzietne. Dwaj jego pasierbowie służyli w Polskich Siłach Zbrojnych na Zachodzie.

## Ordery i odznaczenia
- Krzyż Srebrny Orderu Wojskowego Virtuti Militari nr 2862[9] – 10 sierpnia 1922[10] (udekorowany 17 kwietnia 1921 we Lwowie przez gen. broni Tadeusza Rozwadowskiego)[11]
- Krzyż Niepodległości – 20 lipca 1932 „za pracę w dziele odzyskania niepodległości”[12]
- Krzyż Oficerski Orderu Odrodzenia Polski – 9 listopada 1931 „za zasługi na polu pracy społecznej”[13]
- Krzyż Walecznych (1921)